# スティーヴン・フライ
サー・スティーヴン・フライ（Sir Stephen Fry, 本名: Stephen John Fry, 1957年8月24日 - ）は、イギリスの俳優、作家、ジャーナリスト、コメディアン、司会者、映画監督。

## 人物
ラジオ・テレビなどへの出演も非常に多い。また、これまで6冊の小説を書き上げている。
小惑星(5190) Fryはフライに因んで命名された。

## 来歴
ロンドン・ハムステッド生まれ。父親は物理学者。。母方の祖父母は、当時ハンガリー領だった（現・スロバキア領）シュラニから英国に移住したユダヤ系であった。母のおばといとこはアウシュヴィッツ＝ビルケナウ強制収容所で殺害されている。ノーフォークとバッキンガムシャーで育つ。ケンブリッジ大学のクイーンズ・カレッジで英文学を学び、在学中にヒュー・ローリーやエマ・トンプソンと出会う。
2002年にドキュメンタリー番組 "The Secret Life of the Manic Depressive" でエミー賞を受賞。2003年の映画『ブライト・ヤング・シングス』で監督としてデビューした。
2003年からBBCのテレビクイズ番組『QI』で司会を務めている。2006年、『QI』での業績により「クイズショーのベスト司会者」としてローズドール賞（金のバラ賞、Rose d'Or）を受賞した。
『ハリー・ポッターシリーズ』のイギリス版オーディオCDの朗読者としても有名である。
2012年5月14日、自身のTwitterにて盟友ヒュー・ローリーと新しいプロジェクトを企画中であるとツイートした。

## 私生活
軽度の双極性障害を患っている。
ゲイであることを公表している。90%はゲイであるが、時折、女性に魅力を感じることもあると語っている。全寮制のパブリック・スクールに通っていた少年時代は同性愛者であることを隠さなければならず、1979年から1995年までの16年間、性体験は一切なかったと語っている。1995年から14年間、ダニエル・コーエンという男性と交際していた。

## 主な出演作品

### 映画
| 公開年 | 邦題 原題                                                                              | 役名                     | 備考           |
| ------ | -------------------------------------------------------------------------------------- | ------------------------ | -------------- |
| 1981   | 炎のランナー Chariots of Fire                                                          |                          | クレジットなし |
| 1988   | ワンダとダイヤと優しい奴ら A Fish Called Wanda                                         | ハッチソン               |                |
| 1992   | ピーターズ・フレンズ Peter's Friends                                                   | ピーター・モートン       |                |
| 1994   | 星に想いを I.Q.                                                                        | ジェームズ・モアランド   |                |
| 1996   | たのしい川べ The Wind in the Willows                                                   | 判事                     |                |
| 1997   | オスカー・ワイルド Wilde                                                               | オスカー・ワイルド       |                |
| 1997   | スパイス・ザ・ムービー Spice World                                                     | 判事                     |                |
| 1998   | シビル・アクション A Civil Action                                                      | ピンダー                 |                |
| 1999   | ハロルド・スミスに何が起こったか? Whatever Happened to Harold Smith?                   | ピーター・ロビンソン     |                |
| 2001   | ゴスフォード・パーク Gosford Park                                                      | トンプソン警部           |                |
| 2002   | Surrealissimo: The Scandalous Success of Salvador Dali                                 | アンドレ・ブルトン       | テレビ映画     |
| 2002   | サンダーパンツ! Thunderpants                                                           | アンソニー・シルク卿     |                |
| 2003   | ル・ディヴォース/パリに恋して Le Divorce                                               | ピアース                 |                |
| 2004   | ライフ・イズ・コメディ! ピーター・セラーズの愛し方 The Life and Death of Peter Sellers | モーリス・ウッドラフ     |                |
| 2005   | ミラーマスク MirrorMask                                                                | 司書                     |                |
| 2005   | 銀河ヒッチハイク・ガイド The Hitchhiker's Guide to the Galaxy                          | ガイド                   | 声の出演       |
| 2005   | トリストラム・シャンディの生涯と意見 A Cock and Bull Story                             | ヨリック牧師             |                |
| 2005   | Vフォー・ヴェンデッタ V for Vendetta                                                   | ゴードン・ディートリッヒ |                |
| 2006   | アレックス・ライダー Stormbreaker                                                      | スミザーズ               |                |
| 2007   | ヒトラーの審判 アイヒマン、最期の告白 Eichmann                                         | Minister Tormer          |                |
| 2007   | 聖トリニアンズ女学院 史上最強!?不良女子校生の華麗なる強奪作戦 St. Trinian's            | スティーヴン・フライ     |                |
| 2010   | アリス・イン・ワンダーランド Alice in Wonderland                                       | チェシャ猫               | 声の出演       |
| 2011   | シャーロック・ホームズ シャドウ ゲーム Sherlock Holmes: A Game of Shadows              | マイクロフト・ホームズ   |                |
| 2013   | Mr.スキャンダル The Look of Love                                                       | 弁護士                   |                |
| 2013   | ホビット 竜に奪われた王国 The Hobbit: The Desolation of Smaug                          | 湖の町の統領             |                |
| 2014   | ホビット 決戦のゆくえ The Hobbit: The Battle of the Five Armies                        | 湖の町の統領             |                |
| 2016   | 奇蹟がくれた数式 The Man Who Knew Infinity                                             | フランシス・スプリング   |                |
| 2016   | アリス・イン・ワンダーランド/時間の旅 Alice Through the Looking Glass                  | チェシャ猫               | 声の出演       |
| 2019   | ミッシング・リンク 英国紳士と秘密の相棒 Missing Link                                   | ピゴット・ダンスビー卿   | 声の出演       |
| 2019   | グリード ファストファッション帝国の真実 Greed                                          | 本人                     |                |
| 2023   | 赤と白とロイヤルブルー Red, White & Royal Blue                                         | ジェームズ3世            |                |

### テレビシリーズ
| 放映年    | 邦題 原題                                                  | 役名                     | 備考 |
| --------- | ---------------------------------------------------------- | ------------------------ | --- |
| 1986      | ブラックアダー Black-Adder II                              | Lord Melchett            | 計6話出演 |
| 1989      | ブラックアダー Blackadder Goes Forth                       | Lord Melchett            | 計6話出演 |
| 1990-1993 | 天才執事ジーヴス Jeeves and Wooster                        | レジナルド・ジーヴス     | 計23話出演                                                                                                   |
| 2001      | Baddiel's Syndrome                                         | 精神科医                 | 計14話出演                                                                                                   |
| 2003-2005 | Absolute Power                                             | チャールズ・プレンティス | 計12話出演                                                                                                   |
| 2006      | エキストラ:スターに近づけ! Extras                          | 本人                     | 第2シーズン第4話「Chris Martin」                                                                             |
| 2007-2009 | Kingdom                                                    | ピーター・キングダム     | 計18話出演                                                                                                   |
| 2007-2009 | BONES Bones                                                | ゴードン・ワイアット     | 2007年：第2シーズン 第13・14・17話 2009年：第4シーズン 第21話、第5シーズン 第7話 2012年 :第12シーズン、第9話 |
| 2014      | 24 -TWENTY FOUR- リブ・アナザー・デイ 24: Live Another Day | アラステア・デイヴィス   | 計8話出演 |
| 2021      | The Sandman                                                | ギルバート               | |

## 主な製作作品

### 脚本
- 魔笛 The Magic Flute （2006年）

### 監督
- ブライト・ヤング・シングズ Bright Young Things （2003年）